# Thormod Kidde
Thormod Kidde, född 19 juli 1925, död 19 februari 1996, var en dansk illustratör och grafisk formgivare.

## Tidigt liv och utbildning
Kidde var son till handlaren och bonden Richard Nielsen och Dagny Christensen. Han växte upp på en gård i Bellingebro utanför Odense. Hans mamma målade på fritiden, och redan som 14-åring var Kidde inställd på att hans framtida karriär skulle ligga inom samma område.
1942 började Kidde vid Tekniska Skolan i Odense med Albert Elmstedt som lärare. Thormod Kidde var från hans tidiga år under starkt inflytande av den fynske målaren Christian Pedersen-Bellinge som han målade tillsammans med i området runt hans barndomshem. Från perioden 1943 till 1950 genomför han en lång rad oljemålningar föreställande naturen och folklivet i Bellinge. År 1948 kompletterade han sin utbildning med skolning för målaren Boye Rostrup.

## Konstakademiet och serietecknare
År 1948 genomförde Kidde efter en period som abstrakt målare ett halvt års studier på egen hand på Statens Museum for Kunst, och han började samtidigt som serietecknare för Aarhus Stiftstidende, vilket blev ett samarbete som fortsatte till 1970. En del av Thormod Kiddes tidningskarikatyrer finns i Det Kongelige Biblioteks serietecknarsamling. Han ritade också för Fyns Stiftstidende, Fyns Avis, Aalborg Stiftstidende och Berlingske Tidende.
År 1951 började han vid Det Kongelige Danske Kunstakademi med Kræsten Iversen och Aksel Jørgensen som lärare, och även om han inte fullföljde utbildningen så var den viktigt för hans fortsatta konstnärliga utveckling. Mellan 1951 och 1955 var han medlem av olika fynska konstnärorganisationer som Germinal, Diagonal och Fyns Forårsudstilling.

## Äktenskap och debut som bokillustratör
År 1955 gifte Thormod Kidde sig med sin syssling, den senare keramikern Ragnhild Kidde (6 mars 1929 - 16 september 1997). De fick år 1957 sonen Rune T. Kidde.
Thormod Kiddes första bokillustrationer utfördes år 1951 i Martin N. Hansens översättningar av Robert Burns dikter, och år 1956 illustrerade han Herman Madsens bok Romantik og Historie fra Danske Herregårde. Detta blev den verkliga starten på hans 40-åriga karriär som en av de mest anlitade bokillustratörerna i Danmark, som resulterade i illustrationer av cirka 250 böcker. De flesta av Kiddes illustrationer gjordes med kol, penna, eller som trä- eller linoleumsnitt.

## Illustrationsarbete
Under de följande åren utförde Kidde många stora illustrationsarbeten, däribland Preben Ramløvs "Danska Folkäventyr", Selma Lagerlöfs "Gösta Berlings saga" samt "Nordiska myter och legender" och "Grekiska och nordiska myter", alla från Gyldendal (1963-65), Bernhard Severin Ingemanns historiska romaner (1966), Ernest Hemingways "Klockan klämtar för dig" (1969), och August Strindbergs Hemsöborna (1976).
Den djupa inlevelsen i Kiddes grafiska verk uttryckte sig i en skicklig användning av ljus och skugga. Som bokillustratör siktade han på att följa berättelsen och förstärka förmedlingen av texten på ett sätt som öppnade för läsarens egen inlevelse. 
Senare under sin karriär illustrerade han bland många andra verk Anna Sofie Seidelins berättelser från Gamla och Nya Testamentet (1981 och 1985), Hans Christian Andersens "Bara en spelman" (1987) och Kejsarens nya kläder (1992) och Rudyard Kiplings fabler om djur (1989-93). År 1987 fick Thormod Kidde Kulturministeriets illustratörpris. Kritiker brukade beskriva hans grafiska arbeten med omdömen som inlevelse, precision, djärvhet, intuition. Hans konstnärliga uttryck har kallats heltonat, kontrastrikt, rörligt, elegant, virtuost, livsfyllt, dramatiskt och vackert.
Idag finns cirka 10 000 av hans verk på Vejle Kunstmuseum, och en liten samling av teckningar och grafik på Fyns Kunstmuseum.